# Games Convention

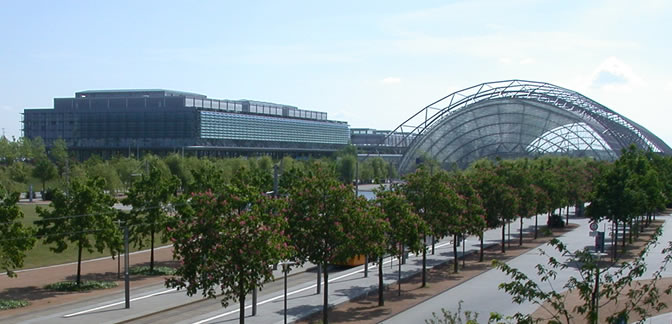
As alas ocidentais e o hall central do novo Leipziger Messe Fairgrounds. As alas orientais e centro comercial estão fora da imagem à direita. O hall central sozinho tem sido descrito como sendo grande o suficiente para jogar um jogo da Copa do Mundo de Futebol.

A Games Convention (por vezes chamada de Leipzig Games Convention, e abreviada como GC) é uma feira anual de jogos eletrônicos em Leipzig, Alemanha, organizada pela primeira vez em 2002. Além de jogos, o evento também cobre Infotainment, Hardware e Edutainment. Seu conceito foi criado pela Bundesverband für Interaktive Unterhaltungssoftware (Associação Federal Alemã para Softwares de Entretenimentos), entre outros.